# Liposcelis terricolis
Liposcelis terricolis is een stofluis uit de familie Liposcelidae.

## Beschrijving
Deze soort leeft in bladstrooisel en kan veel schade aanrichten aan boeken en voedsel.